# Стела Тель-Дана

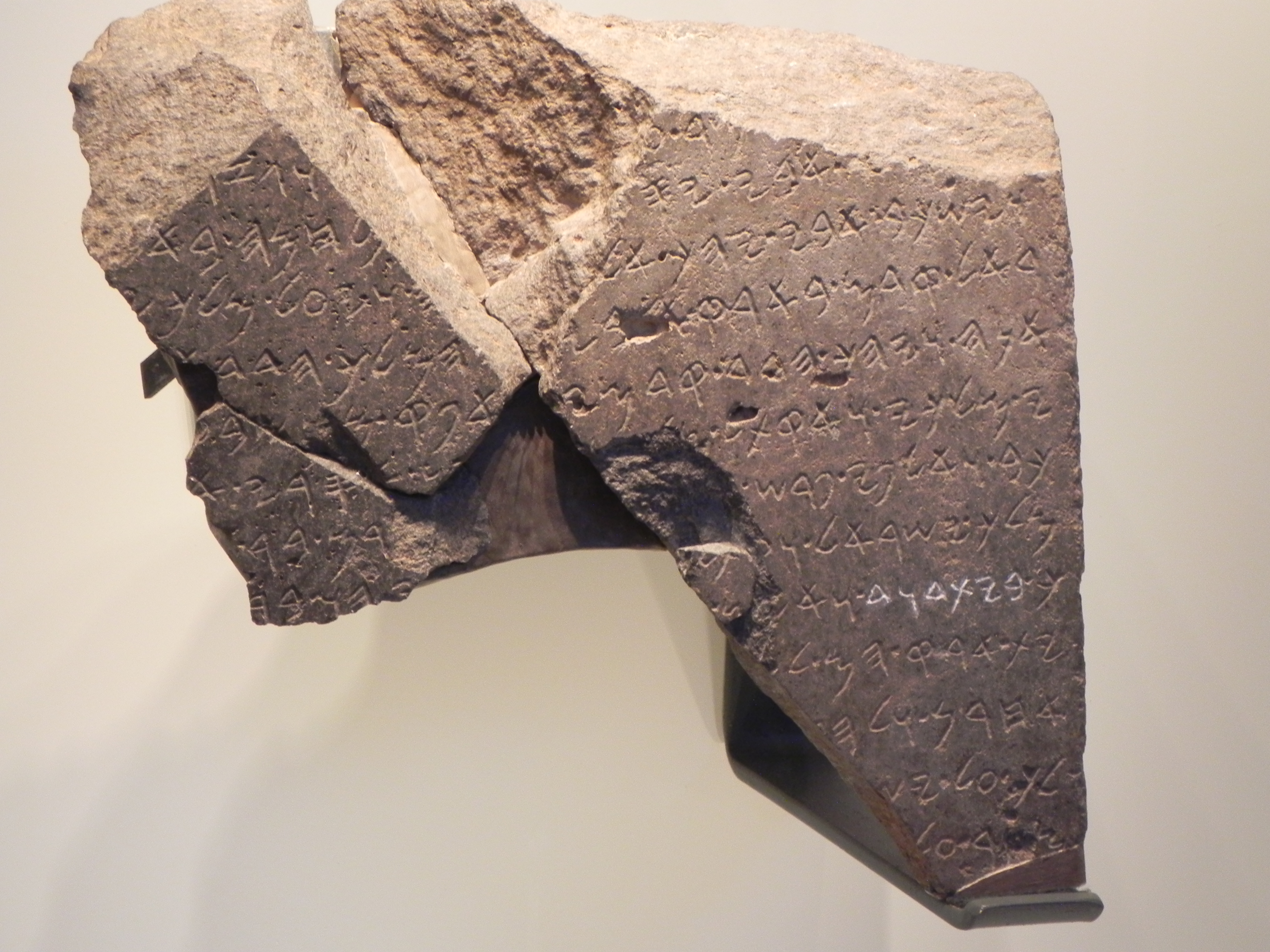
Стела Тель-Дана, 𐤁𐤉𐤕𐤃𐤅𐤃 (bytdwd) прорисовано белым

Стела Тель-Дана — археологический объект, найденный на севере Израиля (Тель-Дан) в 1993 году экспедицией Авраама Бирана. Представляет собой три фрагмента некогда единой каменной (базальтовой) плиты, на которую была нанесена надпись на арамейском языке. Стела датируется IX—VIII веками до н. э. (период Северного Израильского царства) и сообщает о победе одного из царей Арама (возможно, Азаила) над израильтянами. Стела содержит упоминание о доме Давида (𐤁𐤉𐤕𐤃𐤅𐤃). Стела из Тель-Дана — наиболее ранний внебиблейский текст с упоминанием дома царя Давида; она рассматривается как доказательство историчности этого царя.
В данный момент стела находится в Израильском музее в Иерусалиме.

## Текст

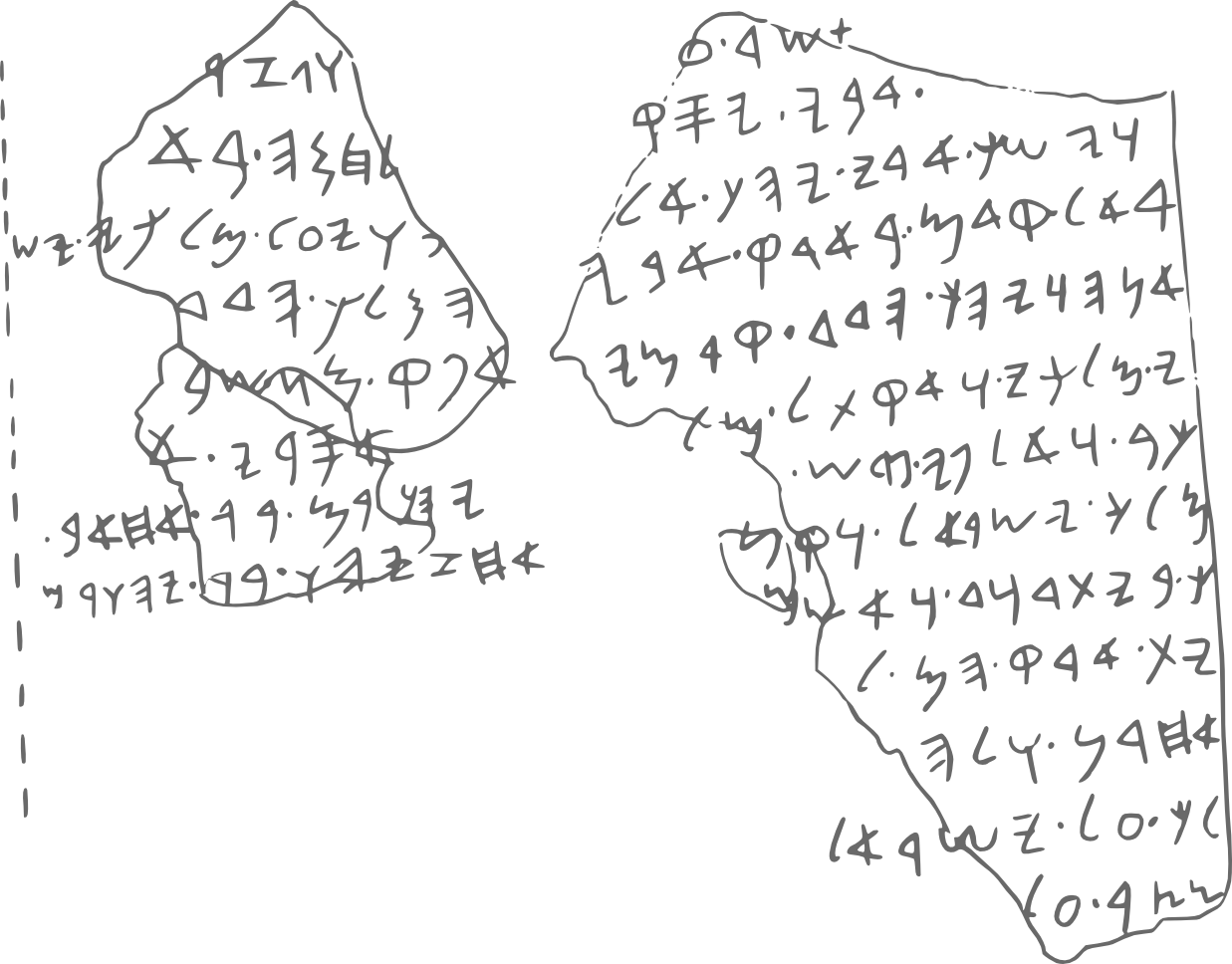
Прорисовка надписей стелы Тель-Дана: фрагмент A справа, фрагменты B1 и B2 слева

| № строки | Надпись                                       | Перевод                                                                                           |
| -------- | --------------------------------------------- | ------------------------------------------------------------------------------------------------- |
| 1        | [𐤀] 𐤌𐤓.𐤏 […] 𐤅𐤂𐤆𐤓 […]‬                         | […] … […] и вырезать […]                                                                          |
| 2        | […] .𐤀𐤁𐤉.𐤉𐤎𐤒 [.𐤏𐤋𐤅𐤄.𐤁𐤄] 𐤕𐤋𐤇𐤌𐤄.𐤁𐤀 […]‬          | […] мой отец поднялся [против него, когда он сражался […]                                         |
| 3        | 𐤅𐤉𐤔𐤊𐤁.𐤀𐤁𐤉.𐤉𐤄𐤊.𐤀𐤋 [.𐤀𐤁𐤄𐤅] 𐤄.𐤅𐤉𐤏𐤋.𐤌𐤋𐤊𐤉 [𐤉𐤔]‬     | И мой отец слег, он пошел к своим [предкам (то есть заболел и умер — прим. перев.)]. И царь И [з] |
| 4        | 𐤓𐤀𐤋.𐤒𐤃𐤌.𐤁𐤀𐤓𐤒.𐤀𐤁𐤉 [.𐤅] 𐤄𐤌𐤋𐤊.𐤄𐤃𐤃 [.] 𐤀 [𐤉𐤕𐤉]‬    | раиля, ранее вторгся в землю моего отца, [и] Хадад сделал меня царем,                             |
| 5        | 𐤀𐤍𐤄.𐤅𐤉𐤄𐤊.𐤄𐤃𐤃.𐤒𐤃𐤌𐤉 [.𐤅] 𐤀𐤐𐤒.𐤌𐤍.𐤔𐤁𐤏 [𐤕…]‬        | И вышел Хадад передо мной, и я отошел от семи […]                                                 |
| 6        | 𐤉.𐤌𐤋𐤊𐤉.𐤅𐤀𐤒𐤕𐤋.𐤌𐤋 [𐤊𐤍.𐤔𐤁] 𐤏𐤍.𐤀𐤎𐤓𐤉.𐤀 [𐤋𐤐𐤉.𐤓]‬     | из моего царства, и я убил [семь] десят ца [рей], которые вели за собой ты[сячи]                  |
| 7        | 𐤊𐤁.𐤅𐤀𐤋𐤐𐤉.𐤐𐤓𐤔. [𐤒𐤕𐤋𐤕.𐤀𐤉𐤕.𐤉𐤄𐤅] 𐤓𐤌.𐤁𐤓. [𐤀𐤇𐤀𐤁.]‬   | колесниц и тысячи всадников (или лошадей?). [Я убил Йего [рама] сына [Ахава]                      |
| 8        | 𐤌𐤋𐤊.𐤉𐤔𐤓𐤀𐤋.𐤅𐤒𐤕𐤋 [𐤕.𐤀𐤉𐤕.𐤀𐤇𐤆] 𐤉𐤄𐤅.𐤁𐤓 [.𐤉𐤄𐤅𐤓𐤌.𐤌𐤋]‬ | Царя Израильского и [я] убил [Ахази] ягу сына [Иорама ца]                                         |
| 9        | 𐤊.𐤁𐤉𐤕𐤃𐤅𐤃.𐤅𐤀𐤔𐤌. [𐤀𐤉𐤕.𐤒𐤓𐤉𐤕.𐤄𐤌.𐤇𐤓𐤁𐤕.𐤅𐤀𐤄𐤐𐤊.𐤀]‬     | ря Дома Давида, и я обратил [их города в руины и поверг]                                          |
| 10       | 𐤉𐤕.𐤀𐤓𐤒.𐤄𐤌.𐤋 [𐤉𐤔𐤌𐤍]‬                            | их землю в [опустошение]                                                                          |
| 11       | 𐤀𐤇𐤓𐤍.𐤅𐤋𐤄 […𐤅𐤉𐤄𐤅𐤀.𐤌]‬                           | другие [… и Йегору-г]                                                                             |
| 12       | 𐤋𐤊.𐤏𐤋.𐤉𐤔 [𐤓𐤀𐤋…𐤅𐤀𐤔𐤌.]‬                          | возглавил Из [раиль и я возложил]                                                                 |
| 13       | 𐤌𐤑𐤓.𐤏 [𐤋.]‬                                    | осада на […]                                                                                      |